# Quercus xanthotricha
El Quercus xanthotricha és una espècie de roure perennifoli, que pertany a la família de les fagàcies. Està dins del subgènere Cyclobalanopsis del gènere Quercus.

## Descripció
Quercus xanthotricha és un petit arbre que creix entre els 5 als 8 m d'alçada. Les branquetes són primes i tenen un color porpra, fosc, minuciosament solcats, amb rares, lenticel·les blanques, petites. Les fulles fan 5-8 per 1,5-3 cm, estretament el·líptiques a el·líptiques, lleugerament coriàcies, l'àpex acuminat, base cuneïforme, marges dentats cap apical mitjà. Les fulles tenen unes floridures blanquinoses per sota, verdes per damunt de 8 a 10 parells de venes, primes, evidents per sota. El pecíol és pubescent d'entre 5 a 10 cm de llarg. Les inflorescències masculines de 2 a 5 cm de llarg, amb tres estils curts, lliures. Les glans són ovoides, de 0,9 a 1,3 cm de llarg, de 0,7 a 1 cm de diàmetre, tija llarga (de 4 cm de llarg), que tanca 1/3 de cúpula obcònic, que fa de 4 a 6 mm de llarg, i de 6 a 10 mm d'ample, prima (menys 1 mm), a l'interior sedós, a l'exterior puberulent, amb 5 o 6 anells concèntrics lleugerament denticulats, té una cicatriu de 4 a 6 mm d'ample, convex. L'estil és persistent, puberulent. Les glans maduren al cap de 2 anys.

## Distribució i hàbitat
Quercus xanthotricha creix a la província xinesa de Yunnan, a Laos i al Vietnamref name="FOC"/> (Annam, al districte de Djirin), entre els 800 i 1300 m.

## Taxonomia
Quercus xanthotricha va ser descrita per A. Camus i publicat a Les Chênes. Monographie du genre Quercus 1 293. 1938.
Etimologia
Quercus: nom genèric del llatí que designava igualment al roure i a l'alzina.
xanthotricha: epítet